# Schürmann Architekten (Münster)

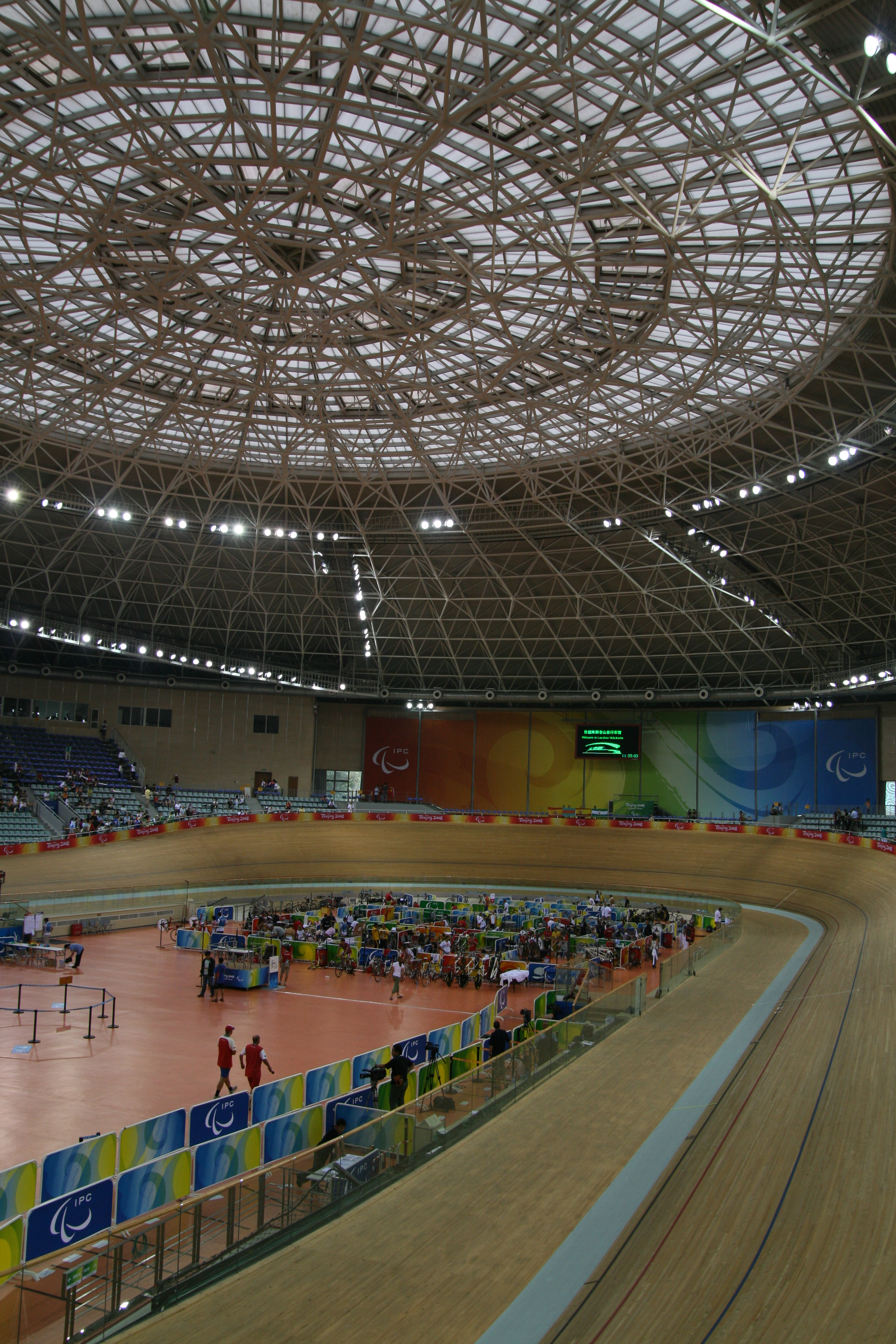
Die Bahn des Laoshan-Velodroms wurde von Ralph Schürmann für die Olympischen Spiele 2008 geplant

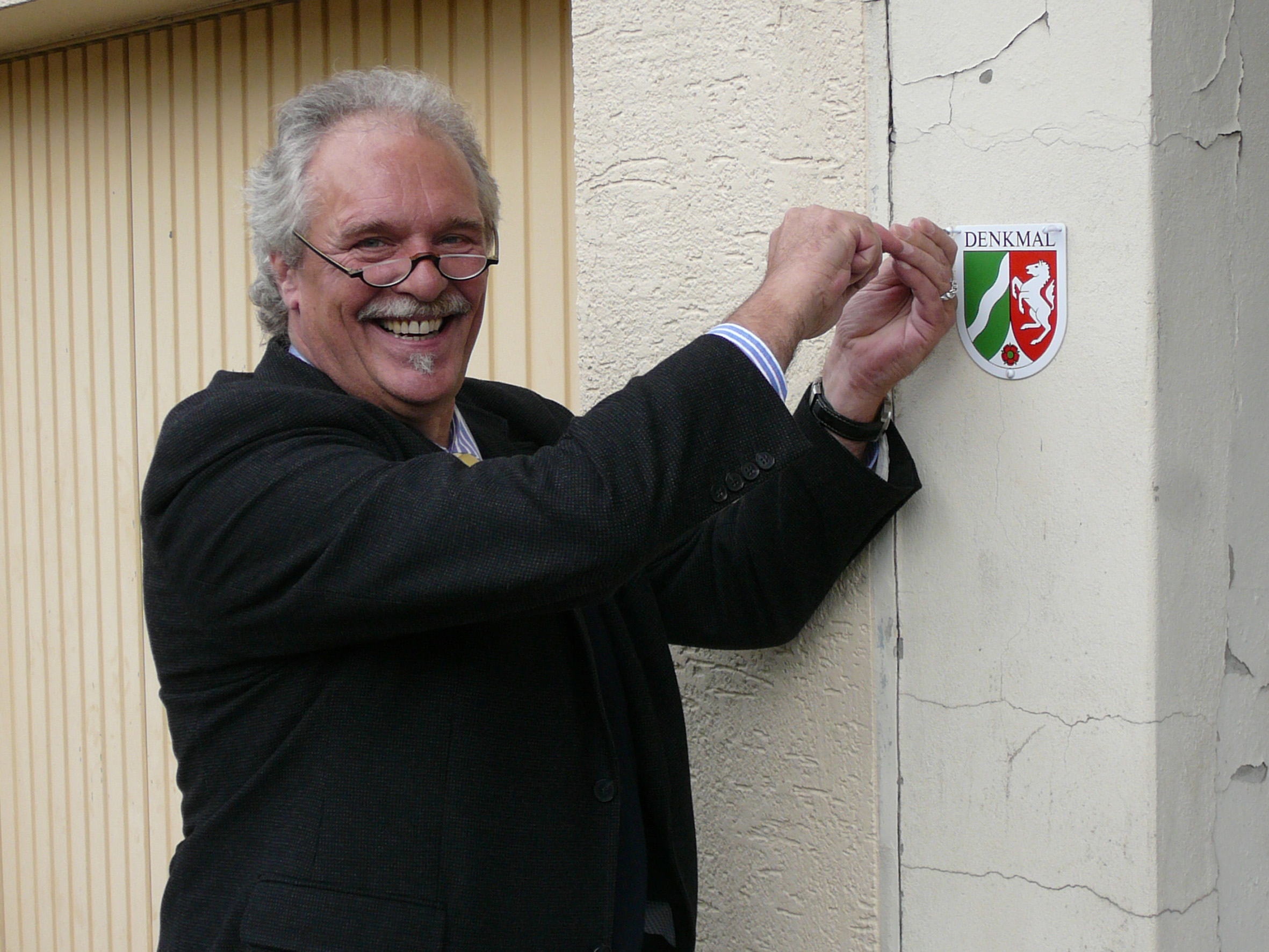
Ralph Schürmann schraubt das Denkmal-Schild an die von seinem Großvater erbaute Radrennbahn Bielefeld, die im August 2012 in die Denkmalliste eingetragen wurde.

Schürmann Architekten (Schuermann Architects) ist ein Architekturbüro in Münster, das seit drei Generationen von Mitgliedern der Familie Schürmann betrieben wird. Spezialität des Büros sind Planung und Bau von Radrennbahnen.

## Geschichte
Der Gründer des Architektenbüros, Clemens Schürmann (1888–1957), war vor seiner Zeit als Architekt aktiver Radrennfahrer (Sprinter) und zählte zu seiner Zeit zur Spitzenklasse, so dass er genau wusste „Was er für Wen und zu Welchem Zweck“ baute, und „man kann fast behaupten, daß es kaum noch bemerkenswerte Bahnen in der Welt gibt, die nicht den ‚Schürmann-Stempel‘ tragen [und] ‚Tempel‘ geworden sind, denen man heute allseitige Bewunderung zukommen läßt“. Die von ihm Anfang der 1950er Jahre geplante Radrennbahn Bielefeld wurde im August 2012 in die Denkmalliste eingetragen.
Ihm folgten in der Leitung des Büros 1950 sein Sohn Herbert (1925–1994) sowie 1985 sein Enkel Ralph Schürmann (* 1953). Die Planung der Radrennbahnen basiert weiterhin auf den Erkenntnissen von Clemens Schürmann, die inzwischen in ein selbstgeschriebenes Computerprogramm eingeflossen sind.
So plante Clemens Schürmann 1932 die Radrennbahn im Stadio Nazionale del PNF in Rom, auf der im selben Jahr die Bahnweltmeisterschaften ausgetragen wurden und der Kölner Albert Richter den Titel bei den Amateur-Sprintern errang. Die Bahn wurde später ab- und als Vigorelli-Bahn in Mailand wieder aufgebaut und erhielt den Beinamen pista magica. Rund 60 Jahre später planten Herbert und Ralph Schürmann das Radstadion Köln, dessen Bahn 1996 wiederum nach Richter benannt wurde.
Der Dortmunder Radrennfahrer Walter Schürmann (Deutscher Amateur-Straßenmeister 1949) ist nicht mit der Familie Schürmann aus Münster verwandt. Auch gibt es keine verwandtschaftlichen Beziehungen zur Familie des Architekten Joachim Schürmann.

## Beschreibung
Seit 1925 hat das Büro über 140 Radrennbahnen weltweit geplant, u. a. Radrennbahnen für zehn Olympische Spiele (Berlin 1936, Rom 1960, Mexico 1968, München 1972, Seoul 1988, Barcelona 1992, Peking 2008, Rio 2016, Tokio 2020 und Paris 2024), die Vigorelli-Bahn in Mailand, die Bahn im Berliner Velodrom und diejenige im World Cycling Centre des Weltradsportverbandes Union Cycliste Internationale (UCI) im schweizerischen Aigle sowie das Radstadion Köln. Letzte Bauten waren die Bahn im Velodrom von Guangzhou in China für die Asienspiele 2010, im Izu Velodrome im japanischen Izu, das Wettkampfstätte der Olympischen Sommerspiele 2020 wurde, sowie die Piste im Sir Chris Hoy Velodrome in Glasgow für die Commonwealth Games 2014 und dem Vélodrome National in Saint-Quentin-en-Yvelines in der Nähe von Paris, in dem die Bahnradsport-Weltmeisterschaften 2015 und 2022 ausgetragen wurden. Zudem kam letztere bei den Olympischen Spielen 2024 zum Einsatz.

## Schriften
- Ralph Schürmann, Gerhard Voß: Velodromes. 1988.